# Elecciones estatales de Guanajuato de 1846
Las elecciones estatales de Guanajuato de 1846 se llevaron a cabo el lunes 27 de diciembre de 1846, y en ellas se renovaron los siguientes cargos de elección popular indirecta en segundo grado en el estado mexicano de Guanajuato:
- Gobernador de Guanajuato. Titular del Poder Ejecutivo del estado, electo para un periodo de cuatro años.[1]

- Vicegobernador de Guanajuato. Suplente del Titular del Poder Ejecutivo del estado, electo para un periodo de cuatro años.

- Concejero de Guanajuato. Electos en numero de cuatro, tenían funciones de gabinete de gobierno.

- Suplente de Concejero de Guanajuato. Electos en numero de dos, suplían a los Concejeros Titulares.

## Antecedentes
El 30 de agosto de 1846, el Gobierno de la República nombró a Manuel Doblado como gobernador interino del estado. Su gestión, que duró cuatro meses, tuvo lugar en pleno desarrollo de la guerra entre México y Estados Unidos.

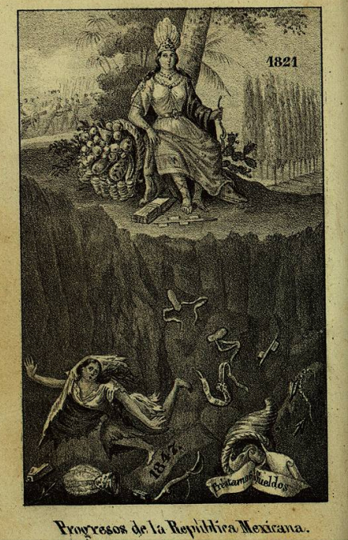
Progresos de la República Mexicana, Calendario de Galván para el año de 1847

## Sistema electoral
Antes de la promulgación de la Constitución Política del Estado de Guanajuato de 1861, las elecciones para gobernador se llevaban a cabo de manera indirecta, en segundo grado. El procedimiento se desarrollaba de la siguiente forma:

Representación del voto seccional

Los municipios del estado dividían su territorio en secciones electorales, conformadas idealmente por 500 habitantes, aunque podían oscilar entre 251 y 750 personas. En cada sección, los hombres mayores de edad podían votar para elegir a un vecino como elector, siempre y cuando tuviera ingresos mínimos por $200 anuales (Aproximadamente $7000 por mes en 2025).

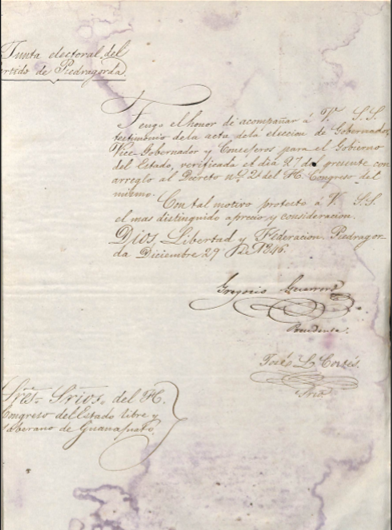
Carta al Congreso del Estado de Guanajuato de la Junta Electoral del Partido de Piedragorda, hoy Ciudad Manuel Doblado

Posteriormente, los electores se reunían en la cabecera del Partido y votaban en la Casa Consistorial. En caso de que ningún candidato obtuviera la mayoría absoluta de los votos, se realizaba una segunda vuelta. El candidato que alcanzara la mayoría absoluta era declarado electo en ese Partido, y los resultados eran enviados al Congreso del Estado. Finalmente, el candidato que reuniera el mayor número de votos de Partido era proclamado gobernador.

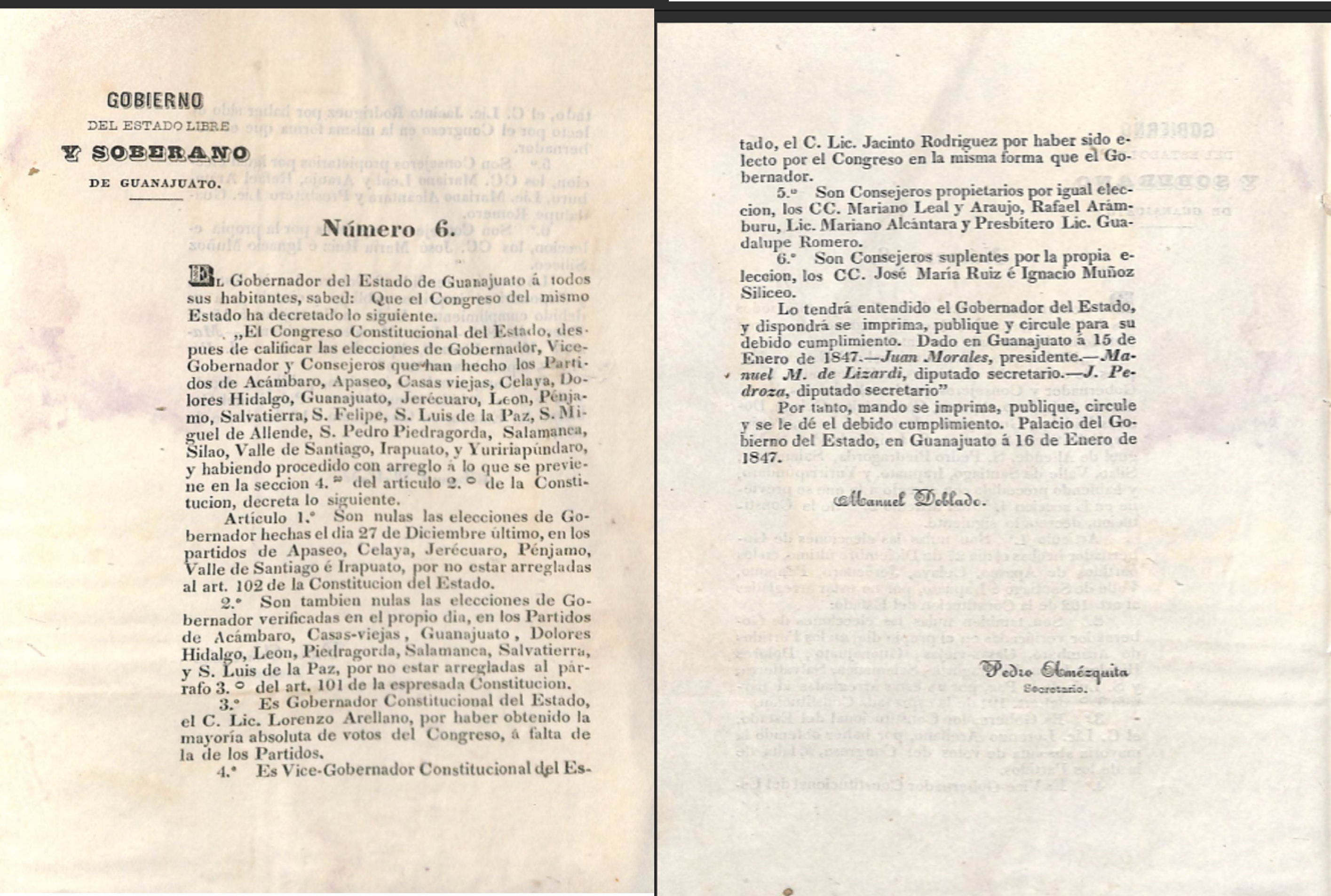
Decreto Numero 6 del Gobierno del Estado, que anula las elecciones en algunos Partidos